# Cockayne Hatley
Cockayne Hatley est un petit village anglais de l'est du Central Bedfordshire. Il est situé juste à la limite du Cambridgeshire, à une vingtaine de km à l'est de Bedford, et fait partie de la paroisse civile de Wrestlingworth and Cockayne Hatley (en).